# Hostětice
Hostětice är en ort i Tjeckien.   Den ligger i regionen Vysočina, i den centrala delen av landet, 120 km sydost om huvudstaden Prag. Hostětice ligger 584 meter över havet och antalet invånare är 133.
Terrängen runt Hostětice är huvudsakligen platt, men åt sydväst är den kuperad.Runt Hostětice är det ganska tätbefolkat, med 52 invånare per kvadratkilometer. Närmaste större samhälle är Dačice, 12,3 km söder om Hostětice. Omgivningarna runt Hostětice är en mosaik av jordbruksmark och naturlig växtlighet.